# Давіде Бартезагі
Давіде Бартезагі (італ. Davide Bartesaghi, нар. 29 грудня 2005, Мілан) — італійський футболіст, лівий захисник клубу «Мілан».

## Клубна кар'єра
Бартезагі почав займатися футболом у «Аталанті», після чого у віці семи років приєднався до академії клубу «Мілан». . Влітку 2023 року почав тренуватися з першою командою «россонері».
23 вересня 2023 року дебютував у дорослому футболі, замінивши Алессандро Флоренці у матчі чемпіонату Італії проти «Верони». 2 жовтня, підписав свій перший професійний контракт з клубом, який буде розрахований до 2026 року.. 13 грудня провів свій перший матч у Лізі чемпіонів, вийшовши на заміну у матчі 6 туру проти «Ньюкасл Юнайтед».

## Виступи за збірні
У 2022 році вперше зіграв у збірній до 18 років, а 2023 році дебютував і за збірну до 19 років.